# United Trinity
United Trinity lub Holy Trinity – nazwa legendarnego trio Manchesteru United, w którego skład wchodzili George Best, Denis Law oraz Bobby Charlton. Dzięki nim United w 1968 roku wygrali Puchar Europy Mistrzów Klubowych, stając się jednocześnie pierwszą angielską drużyną, która tego dokonała.
Charlton należał do tzw. Dzieci Busby’ego, czyli grupy młodych, utalentowanych graczy sprowadzonych do Manchesteru przez Matta Busby’ego (trenera drużyny) oraz jego asystenta, Jimmy’ego Murphy’ego. Swój udział miał również klubowy skaut Joe Armstrong, który odkrył Charltona w 1953, a później Besta w 1961 roku. Denis Law trafił na Old Trafford po transferze z włoskiego Torino za 115 000 funtów (co było wówczas rekordem klubu), grając wcześniej w barwach Huddersfield Town oraz lokalnego rywala United, Manchesteru City.
W swoim debiucie przeciwko Charlton Athletic 6 października 1956 roku, wygranym przez Manchester 4:2, Bobby Charlton dwukrotnie trafił do siatki. Law zadebiutował 18 sierpnia 1962 roku i strzelił gola w wygranym 2:2 meczu z West Bromwich Albion. Chociaż George Best zadebiutował przeciwko West Bromwich Albion 14 września 1963 r., dopiero w rewanżowym spotkaniu 18 stycznia 1964 r. wszyscy trzej wystąpili po raz pierwszy w jednym wyjściowym składzie; tego dnia zwyciężyli 4:1 i wszyscy trzej zawodnicy strzelili gole (Charlton i Best po jednym, Law dwa).
W latach 60. cała trójka wygrała Złotą Piłkę, nagrodę przyznawaną najlepszemu zawodnikowi świata. Denis Law wygrał ją w 1964, Bobby Charlton w 1966, a George Best w 1968. Od tego czasu tylko Cristiano Ronaldo zdobył tę nagrodę dla Manchesteru United, wygrywając ją w 2008 roku. Łącznie trio strzeliło 665 goli w 1633 spotkaniach. Menedżer Bill Shankly opowiadał, jak kiedyś psychicznie szykował zespół Liverpoolu przed meczem z United; „Zdjąłem modele Bobby’ego Charltona, Denisa Law i George’a Besta ze stanowiska modelarskiego i schowałem je do lewej kieszeni. Wtedy powiedziałem naszym zawodnikom: „Nie martwcie się o nich, oni w ogóle nie mogą grać”. Była to oczywiście psychologia. Charlton, Best i Law byli trzema najlepszymi graczami na świecie”.
George Best zmarł 25 listopada 2005 roku. Denis Law i Bobby Charlton byli jednymi z ostatnich, którzy odwiedzili go w szpitalu. Rok później ogłoszono, iż pomnik upamiętniający legendarne trio powstanie przed Old Trafford, stadionem Manchesteru United. Został on ostatecznie odsłonięty w 2008 roku.
W późniejszych latach „Nową Trójcą” nazywano innych zawodników United, w tym zestawienie Ryan Giggs – Paul Scholes – Gary Neville, którzy wspólnie grali w drużynie od 1992 do 2011 roku. Nazywano tak również trójkę Cristiano Ronaldo – Wayne Rooney – Carlos Tevez, z którymi Manchester trzykrotnie sięgnął po zwycięstwo w Premier League (2006/07, 2007/08 i 2008/09) i dotarł do finału Ligi Mistrzów w roku 2008 i 2009.
Posąg Trójcy pojawił się na projekcie trzeciego kompletu koszulek Manchesteru United w sezonie 2017/18.